# ساختمان بانک شاهی کرمانشاه
ساختمان بانک شاهی کرمانشاه ساختمان شعبه بانک شاهی ایران در کرمانشاه است. این ساختمان مربوط به دوره قاجار است و در کرمانشاه، خیابان مدرس، سرای نو واقع در بازار کرمانشاه قرار گرفته‌است.

## تاریخچه
فعالیت بانک شاهی در سال ۱۸۸۹ میلادی (۱۲۶۸ خورشیدی و ۱۳۰۶ قمری) توسط انگلیسی‌ها در تهران آغاز شد. شهر کرمانشاه برای بریتانیا به دلیل مرکزیت تجاری، نزدیکی به منابع نفتی بریتانیا و همجواری با امپراتوری عثمانی اهمیت بالایی داشت. بانک شاهی کرمانشاه در سال ۱۹۰۲ میلادی (۱۲۸۱ خورشیدی و ۱۳۲۰ قمری) به عنوان شعبهٔ بانک شاهنشاهی ایران در کرمانشاه با مدیریت یاسنت لویی رابینو افتتاح شده‌است. لوئی رابینو همزمان با مدیریت بانک شاهی، به عنوان کنسول انگلستان در کرمانشاه نیز ایفای نقش می‌کرد. او از سال ۱۹۰۷ کرمانشاه را به مقصد رشت ترک کرد تا به عنوان کنسول و وایس‌کنسول انگلستان در آن شهر خدمت کند و تا سال ۱۹۱۲ نیز در آنجا ماند. مشخص نیست که چه کسی پس از او مدیریت بانک را برعهده داشته‌است، اما چنانکه در اسناد تاریخی آمده، فعالیت‌های بانک همزمان با ورود نیروهای آلمان در سال ۱۹۱۴ جنگ جهانی اول برای حدود سه ماه متوقف شده‌است. در ۲۸ ژوئیهٔ ۱۹۱۵ انگلستان بار دیگر فعالیت‌های بانک را دایر می‌کند و فردی به نام مسیو دوری را که مدیریت شعبهٔ بانک شاهی در همدان را عهده‌دار بوده برای این کار به کرمانشاه اعزام می‌کنند. او تا سال ۱۹۱۷ در شعبهٔ کرمانشاه فعالیت می‌کند و در آن سال م. ف. هِیل مدیر شعبهٔ بیرجند به کرمانشاه آمده و جای وی را می‌گیرد.
بانک شاهی کرمانشاه تا سال ۱۹۴۹ میلادی (۱۳۲۸ خورشیدی) به قعالیت پرداخته و در ۲۵ مرداد آن سال به بانک انگلیس در ایران و خاورمیانه تغییر نام داده‌است.

## مالکیت بنا
سال ها قبل فردی به نام مهدی حریری بانک شاهی را خریداری می‌کند. پس از او فرد دیگری به نام حسن نصرت مالک ساختمان بانک می‌شود. وی نیز ساختمان بانک را به فردی به نام خردمند می‌فروشد و در حال حاضر فردی به نام محمدرضا خردمند مالکیت ساختمان بانک شاهی کرمانشاه را در دست دارد.

## آسیب‌ها به بنا
در اثر زلزله آبان ۱۳۹۶، ساختمان بانک دچار ترک شده و همچنین رفت‌ و آمد خودروهای سنگین و وانت سبب آسیب‌هایی به بنای بانک شاهی شده‌است.

## کارکنان
کادر اداری بانک شاهی از رئیس، معاون، حسابدار، منشی، تحصیلدار و مترجم تشکیل شده‌بود، اما در شعبه‌های آن تعداد کارمندان از دو یا سه نفر تجاوز نمی‌کرد. معمولاً از افراد بومی در مدیریت بانک استفاده نمی‌شد و رئیس و معاون بانک‌ها همگی انگلیسی بودند. در میان اسناد نام دو ایرانی در میان کارکنان شعبهٔ کرمانشاه به چشم می‌خود که مشخص نیست اهل کرمانشاه بوده‌باشند. فردی به نام اسمعیل کارمند و فردی دیگر به نام عزیزالله فراش بانک شاهی در کرمانشاه بوده‌است. آلفرد تایلر، پدر دوریس لسینگ نویسندهٔ زن انگلیسی و برندهٔ نوبل ادبیات در سال ۲۰۰۷ از کارمندان بانک شاهنشاهی در کرمانشاه بوده است و به دلیل اشتغال وی در این بانک، دوریس لسینک در شهر کرمانشاه متولد شده‌است.

## پیامدهای منفی فعالیت‌های بانک شاهی در کرمانشاه
باقرعلی عادلفر و زهرا نادی در پژوهشی اشاره می‌کنند که هرچند بانک شاهی سبب تسهیل معالات تجار کرمانشاه و رونق اقتصادی شهر شد، اما پیامدهای منفی زیادی نیز داشت که از آن جمله می‌توان به بیکاری صنف تجار و صرافان، تحکیم نفوذ سیاسی انگلیس، سوءاستفاده از حمایت بانک، و بحران هویت فرهنگی در منطقهٔ کرمانشاه اشاره کرد.

## نگارخانه

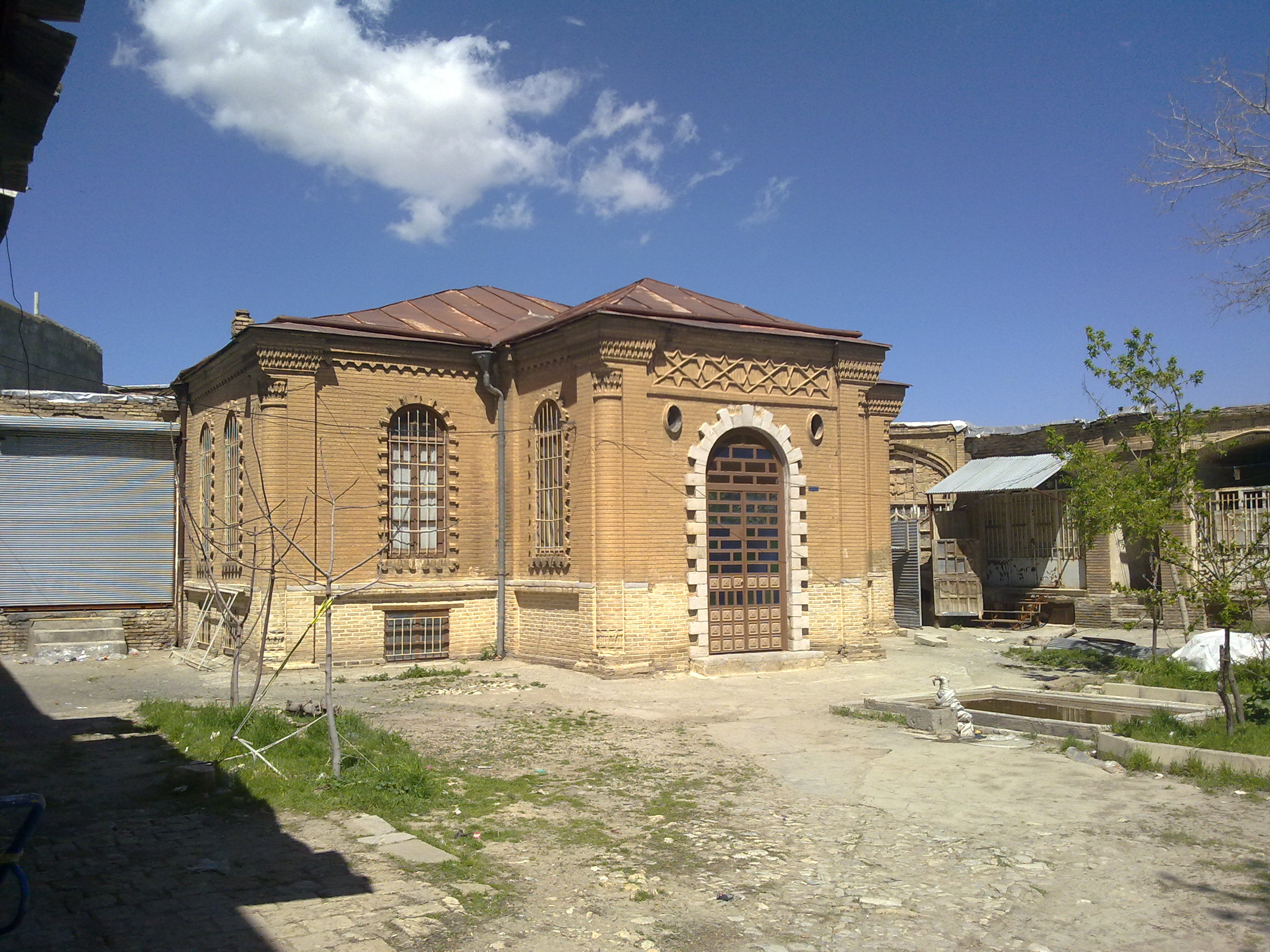
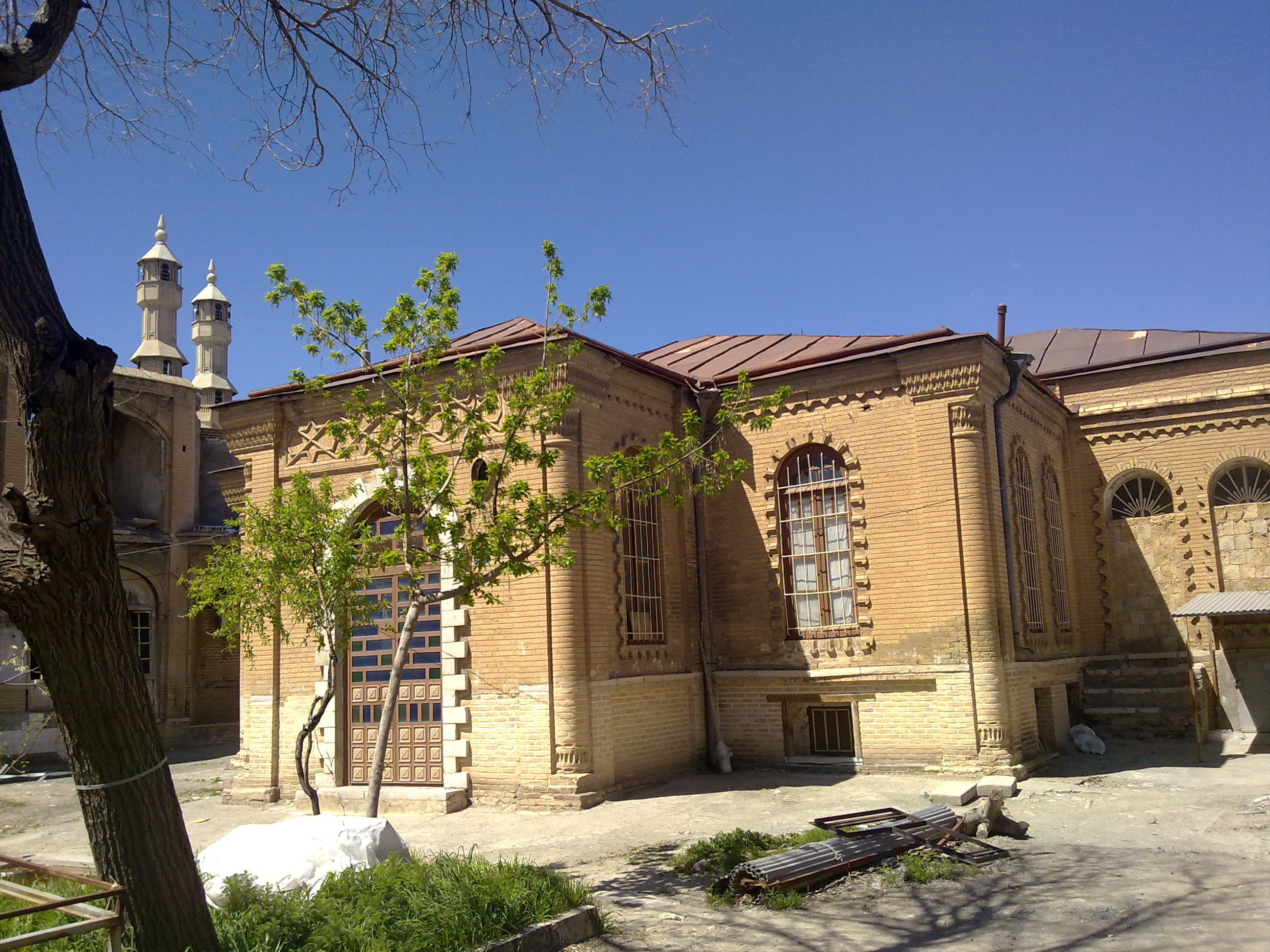